# 博讷瓦勒 (萨瓦省)
博讷瓦勒（法語：Bonneval，法語發音：[bɔnval]）是法国萨瓦省的一个旧市镇，属于阿尔贝维尔区。2019年，博讷瓦勒与市镇伊泽尔河畔费松并入市镇拉莱谢尔。

## 地理
博讷瓦勒（45°31'8"N, 6°27'16"E）面积19.58 平方千米，位于法国奥弗涅-罗讷-阿尔卑斯大区萨瓦省，该省份为法国东部省份，历史上为薩伏依的一部分，北起上萨瓦省，西接伊泽尔省和安省，南部和东部与上阿尔卑斯省和意大利接壤。
与博讷瓦勒接壤的市镇（或旧市镇、城区）包括：蒙萨佩、拉莱谢尔。

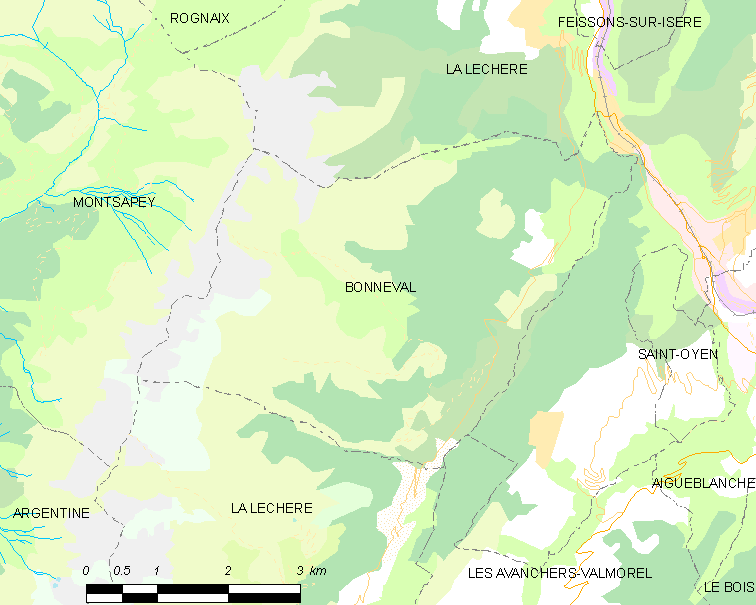
的OSM定位图

博讷瓦勒的时区为UTC+01:00、UTC+02:00（夏令时）。

## 行政
博讷瓦勒的邮政编码为73260，INSEE市镇编码为73046。

## 政治
博讷瓦勒所属的省级选区为穆捷县。

## 人口

1962-2008年间人口变化图示

博讷瓦勒于2018年1月1日时的人口数量为105人。